# Poesía infantil

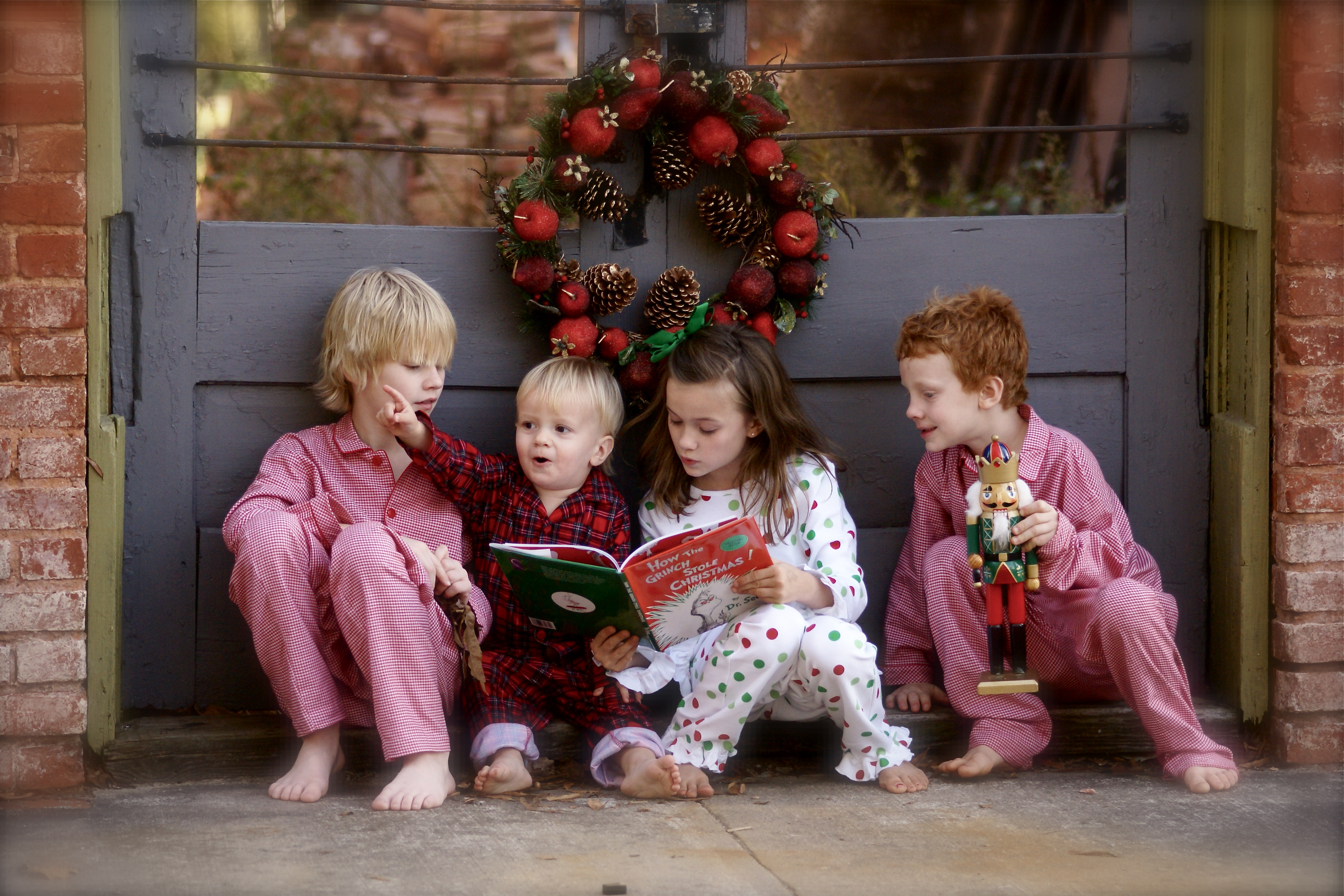
Unos niños leyendo un libro de poesía infantil

El concepto de poesía infantil comprende al menos tres clases de obras: los textos escritos por niños y adolescentes; escritos para ellos, como una clase de lector modelo (según el concepto de Umberto Eco y la estética de la recepción); o los que la tradición literaria ha considerado adecuados para ellos. La moderación para que los más pequeños puedan adentrarse al mundo literario es recomendado  que leen libros de poesías con una estructura simple y que el tema de la poesía sean adecuado para su edad.  

## Delimitación como género
Aunque puede ser considerada una variedad de la poesía en general, lo más habitual ha sido que se la considerara un género de la literatura para niños. La importancia de esta categorización no radica en sí misma, sino en el hecho de que, en el segundo caso, ha sido frecuente que se incorporaran al género aspectos no literarios que no se exige a la poesía en general pero se entienden imprescindibles para los niños, como la moral y la voluntad pedagógica. Dentro de la polémica literaria general de la escritura entendida como arte por el arte o como vehículo de comunicación política, social o ética, la poesía para niños ha tendido a decantarse con claridad hacia el segundo campo. Ejemplo de la primera opción puede ser un autor como Eduardo Polo, en la tradición hispanoamericana, o el Dr. Seuss, en la anglófona; de la última, no hay que olvidar que entre los primeros clásicos figuran textos tan deliberadamente educativos como las fábulas de Samaniego o Tomás de Iriarte.

## La poesía y las fases del crecimiento
Se ha afirmado que la poesía es un género natural en los niños, puesto que en su forma más sencilla la experimentan desde las canciones de cuna. También se ha destacado que el elemento lúdico de la poesía es muy cercano al proceso de aprendizaje del lenguaje. Aparte de estas consideraciones teóricas, desde el campo de la sociología de la literatura se constata que es un género muy frecuente en los primeros años de la infancia, escaso en los últimos y casi ausente de la adolescencia (cuando se retoma bajo otras formas, por lo general de tema amoroso). Entre los autores que han escrito para adolescentes podemos citar a Ana María Fernández Martínez (Amar e outros verbos) o Juan Carlos Martín Ramos (Poemamundi), ambos de tendencia reflexiva, así como Miquel Desclot, en catalán, Antonio García Teijeiro, en gallego, y más recientemente Aurelio González Ovies, en asturiano y en castellano.

## La poesía infantil en el mercado literario
La poesía es un elemento bien asentado en la escuela, por lo que aparece, de un modo u otro, en casi todas las editoriales del sector, y tiene buen reflejo en los medios de comunicación (en relación con el peso muy menor de la literatura infantil en general). 
Son pocas, sin embargo, las colecciones específicas: en España, la colección Ajonjolí, de Hiperión (cincuenta números en 2005); la colección Caracol, del CEDMA de Málaga (treinta números en 2006), y las más recientes Luna de Aire, del CEPLI conquense (cuatro números en 2007), y Tus Versos, de la valenciana Brosquil (cuatro números en 2006). La tirada media de estas ediciones es de unos mil ejemplares, quinientos en el caso de las reediciones. La cantidad total de libros de poesía infantil en el mercado literario vendría a ser una centésima parte de los libros de narrativa.
Menos aún son los premios específicos; aunque en algunos casos (Lazarillo, Leer es Vivir) se conceden de vez en cuando a obras de poesía, solo son exclusivos galardones muy recientes como el Premio Hispanoamericano de Poesía para Niños (organizado por la Fundación para las Letras Mexicanas, Ciudad de México, pero de carácter internacional), Luna de Aire (CEPLI, Cuenca, internacional) o Narciso Mendoza (para autores mexicanos). En 2007, la Diputación de Granada y la editorial Hiperión han anunciado la creación de un nuevo premio específico, llamado "El príncipe preguntón". En su conjunto, como puede verse, la situación en 2007 es bastante distinta a la de principios de siglo y décadas anteriores. Desde el punto de vista de la creación por parte de los propios niños, la Fundación Gloria Fuertes, de España, organiza cada año un certamen de carácter nacional.

## La poesía y los otros géneros y formas literarias
La poesía infantil y la narrativa se cruzan con poca frecuencia. Es poco habitual que se escriba poesía narrativa o épica, y cuando se hace suele rehuirse de forma clara el componente heroico, como en Los visigordos, de José Ramírez Lozano, o La vieja Iguazú, de Darabuc. Más extraño aún es que se creen poemas en prosa para niños, aun a pesar de que la tradición ha adscrito al género Platero y yo, de Juan Ramón Jiménez.
La relación de la poesía infantil y el teatro es más habitual. Por un lado, el teatro en verso es más frecuente en el caso del público infantil que en el de adultos, donde hoy ha quedado relegado a la revisión de los clásicos o a la experimentación; es así porque, sobre todo combinado con el humor y la sorpresa, es una forma muy eficaz (además de muy tradicional, por ejemplo, en el teatro de títeres. Por otro lado, son numerosos los poemas aislados que adoptan forma dialogada. En general es una forma expresa, visible como tal; autores como Marisa López Soria han experimentado con la incorporación de voces de forma tácita. En algunos casos excepcionales, todo un libro puede escribirse para dos voces, de forma que exige ser recitado teatralmente; así lo ha hecho por ejemplo Paul Fleischmann.

## Características formales
La poesía infantil suele asociarse, en la tradición hispanoamericana, con la métrica estudiada (regular y breve, o cantarina, en imitación de melodías) y un uso muy frecuente de la rima (mayoritariamente, de la consonante). Los ejemplos son muy numerosos: Mirta Aguirre, Efraín Barquero, Germán Berdiales, Carmen Conde, Carlos Lapeña (con la recuperación del género de los ovillejos, como rasgo más notable), Carlos Murciano, Ana María Romero Yebra, Celia Viñas, María Elena Walsh (autora que además ha dedicado una especial atención al limerick), etc. No se trata de un formalismo, sino de un eco de las coplas, cuartetas, canciones y fábulas en verso tradicionales. Sin embargo, la misma tradición utiliza el uso de métricas y rimas imperfectas; en el caso de España, el ejemplo más conocido es el de Gloria Fuertes y sus improvisaciones; esa forma más laxa es la que emplea también Juan Carlos Martín Ramos o el siempre sorprendente José A. Ramírez Lozano. Antonio A. Gómez Yebra ha prestado especial atención a un género de forma indeterminada, aunque por lo general dado a los paralelismos y las estructuras regulares (métricas o no), como el de las adivinanzas.
Es mucho menos habitual el uso de formas sin embargo frecuentes en la poesía moderna, desde el siglo XX, como el haiku; en el caso de las formas breves han destacado Juan Kruz Igerabide o Jairo Aníbal Niño. Otra corriente poco numerosa experimenta con el verso libre, como por ejemplo Ayes Tortosa o, para un público adolescente, Ana María Fernández.